# ニュルティンゲン

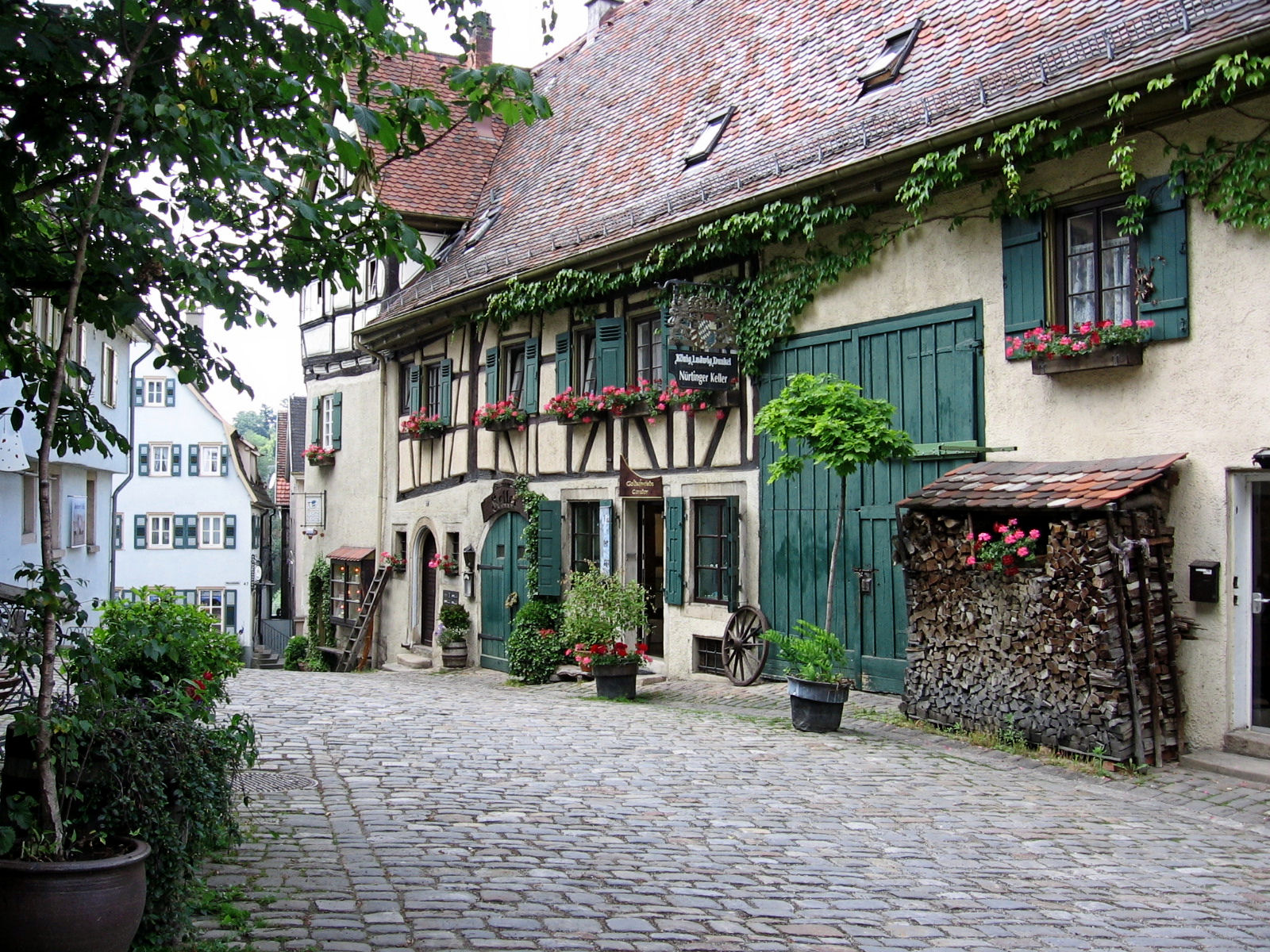
ニュルティンゲン旧市街（シュロスガルテン通り）

ニュルティンゲン (ドイツ語: Nürtingen, ドイツ語発音: [ˈnʏrtɪŋən] ( 音声ファイル)) は、ドイツ連邦共和国バーデン＝ヴュルテンベルク州シュトゥットガルト行政管区のエスリンゲン郡に属す都市である。シュトゥットガルトの南東約 30 km に位置している。この街は、シュトゥットガルト地方（1992年まではミッテレラー・ネッカー地方）およびシュトゥットガルト大都市圏に属す。
ニュルティンゲンは、エスリンゲン・アム・ネッカーおよびフィルダーシュタットに次ぐエスリンゲン郡第3の都市で、シュトゥットガルト上級中心地域の中の中級中心都市となっている。ニュルティンゲンの面積は約 47 km2 で郡内で最も広い。ニュルティンゲンは、フリッケンハウゼン、グロースベトリンゲン、オーバーボイヒンゲン、ウンターエンジンゲン、ヴォルフシュルーゲンとともに行政共同体を形成している。1973年1月1日の郡再編まではニュルティンゲン郡が存在していた。

## 地理

### 位置
ニュルティンゲンは、アルプトラウフの北西約 8 km のシュヴァービシェ・アルプ中央部の麓に位置している。旧市街はかつてネッカー川が囲むように流れていた丘の上にある。ネッカー川は南西のネッカータイルフィンゲン市区方面からニュルティンゲンの市域内に流れ込み、ネッカーハウゼン市区の東を流れ、その後中核市部の西側をかすめて、最後はツィツィスハウゼン市区を通って、ウンターエンジンゲンとオーバーボイヒンゲンとの町境付近から北東に向かって市域を離れる。オーベルンジンゲンとツィツィスハウゼンとの間でネッカー川の左岸側からアイヒ川が合流する。

### 隣接する市町村
北から時計回りに、以下の市町村がニュルティンゲン市と境を接している。ウンターエンジンゲン、オーバーボイヒンゲン、キルヒハイム・ウンター・テック、デッティンゲン・ウンター・テック、ボイレン、フリッケンハウゼン、グロースベトリンゲン、アルトドルフ、ネッカータイルフィンゲン、アイヒタール、ヴォルフシュルーゲン（以上いずれもエスリンゲン郡）。

### 市の構成
自治体としてのニュルティンゲンには、かつて独立した市町村であったハルト、ネッカーハウゼン、ニュルティンゲン、ライトヴァンゲン、ロイデルン、ツィツィスハウゼンが市区として属している。これらの市区の境界は1970年代までの独立した市町村であったときの境界と同一である。これら6つの市区はバーデン＝ヴュルテンベルク州自治体法で定義されるヴォーンベツィルク（直訳: 居住管区）である。また、ニュルティンゲンを除く地区は同法で規定されるオルトシャフトであり、固有の地区議会と地区代表を有している。規定に基づくオルトシャフトとしての名称は「シュタット・ニュルティンゲン＝シュタットタイル・○○」である。オルトシャフトはそれぞれ固有の地区管理機構を有している。ハルト市区にはオルト（集落）・ハルトが属す。ネッカーハウゼンにはオルト・ネッカーハウゼンが属す。ニュルティンゲン市区にはシュタット・ニュルティンゲンとオルト・オーバーエンジンゲンおよび消滅集落のアルトハイム、ノイホイザー、ロスドルフ（これらは耕作地の名称として文書上遺されているが、現存していない）が属す。ライトヴァンゲン市区にはオルト・ライトヴァンゲンとハウス・バーンホーフ・ネッカータイルフィンゲンおよび消滅集落ホイドルフが属す。ロイデルン市区にはオルト・ロイデルンが属す。ツィツィスハウゼン市区にはオルト・ツィツィスハウゼンが属す。ニュルティンゲン中核市区には、独自の名称を持つ居住区があるが、これらの名称は都市建設の歴史の中で生まれたものである。たとえば、旧市街に接するガルゲンベルク地区、キルヒハイマー・フォアシュタット/ヴェンデラウ、クラインティシャルト/ヴェルト、レルヘンベルク、シュタイネンベルクがある。その東側にはゼール、イェッテンハルトジートルング、リートがある。南側にはエルスベルクとブライケがあり、地理的にやや離れて1950年代に建設されたエンツェンハルトおよびロスドルフ住宅地がある。

### 土地利用
2020年現在のこの町の用途別土地面積および占有率は以下の通りである。
| 用途         | 面積 (ha) | 占有率 (%) |
| ------------ | --------- | ---------- |
| 住宅用地     | 469       | 10.0       |
| 商工業用地   | 184       | 3.9        |
| レジャー用地 | 109       | 2.3        |
| 交通用地     | 380       | 8.1        |
| 農業用地     | 1859      | 39.7       |
| 森林         | 1425      | 30.4       |
| 水域         | 62        | 1.3        |
| その他       | 200       | 4.3        |
| 合計         | 4688      | 100.0      |

### 地域計画
ニュルティンゲンは、シュトゥットガルトを上級中心とするシュトゥットガルト地域の中で中級中心を形成している。ニュルティンゲン中級中心地区には、エスリンゲン郡南西部、すなわちアイヒタール、アルトドルフ、アルテンリート、ベンプフリンゲン、ボイレン、フリッケンハウゼン、グロースベトリンゲン、コールベルク、ネッカータイルフィンゲン、ネッカーテンツリンゲン、ノイフェン、オーバーボイヒンゲン、シュライトドルフ、ウンターエンジンゲン、ヴォルフシュルーゲンが含まれる。

## 歴史

### 古代から中世
数多くの考古学出土品が示す通り、現在のニュルティンゲン周辺地域ではケルト時代から定住がなされていた。ローマ時代には、この地域にローマの荘園ヴィラ・ルスティカやローマのシギラタ陶器の工房が設けられた（紀元後200年頃）。
ニュルティンゲンは、1046年9月7日付けの皇帝ハインリヒ3世の文書に Niuritingin として初めて記録されている。この文書では、curtis nomine Nivritingin（Nivritingin という名の土地）あるいは Niuwirtingin という表記もなされている。1284年9月にベルトルト・フォン・ノイフェンは villa Niwirtingen の所領をザレム修道院に売却した。ニュルティンゲンは1335年に都市権を獲得して、都市へと発展していった。ここで締結されたニュルティンゲン条約は、1442年から50年間にわたってヴュルテンベルクをシュトゥットガルト側とウラッハ側とに分断していた。

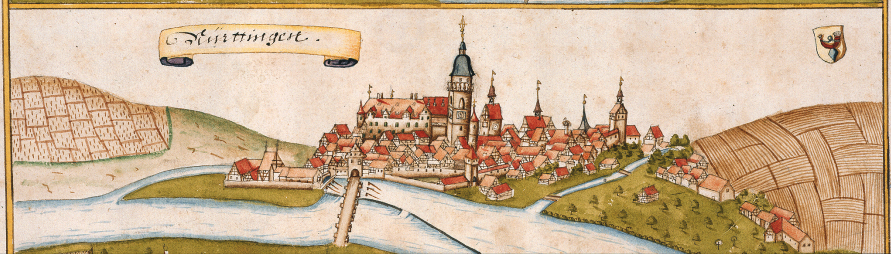
1683年にアンドレアス・キーザーが描いたニュルティンゲン

### 近世
1534年、福音主義者のウルリヒ公は、Cuius regio, eius religio （君主の信仰が領民の信仰）の原則に基づき、ニュルティンゲンを含むヴュルテンベルク全域に福音主義を信仰するよう命じた。三十年戦争でニュルティンゲンは1634年のネルトリンゲンの戦い後に勝利した皇帝軍によって酷く荒らされた。さらにそれに続くペストによって人口の半分が犠牲となった。同じ頃周辺のいくつかの町では、ほぼすべての住民が失われた例もあった。
1750年、この街は猛烈な火災によって大部分が破壊された。領邦の建築責任者であったヨハン・アダム・グロース（父）がこの街を再建した。現在の旧市街の景観の基本的な部分がこれにより形成された。グロースは市街の真ん中を貫く座標軸を設け、市庁舎（1808年に新築）から病院への道を通し、教会広場にもつながるようにした。古い街の中心部は、いくつかの部分が現在も遺されている。ニュルティンゲン城は15世紀から17世紀までヴュルテンベルク侯の未亡人が老後の住まいとして利用していた。この城は1770年から1773年に取り壊された。現在は、シュロスベルク（直訳: 城山）やシュロスガルテン通り（直訳: 城館庭園通り）といった地名だけが、聖ラウレンティウス教会の近くにこの都市城館があったことを伝えている。
ヴュルテンベルクで最初の実科学校は1783年にニュルティンゲンに設立された。

### 19世紀
アムト・ニュルティンゲン（1758年からはオーバーアムト）はヴュルテンベルク王国建国の1年後にあたる1807年にヴュルテンベルクの新しい行政組織が適用されたことでオーバーアムト・ノイフェンを併合して拡大した。1859年に鉄道プロヒンゲン - インメンディンゲン線によって王立ヴュルテンベルク邦有鉄道の路線網に接続した。これによりオーバーアムト都市ニュルティンゲンは19世紀の終わり頃には工業都市になっていった。初めは繊維産業が主であったが、後に金属加工業へ移っていった。1872年から1975年までニュルティンゲンではセメントが生産されており、ニュルティンゲンは長らく「灰色屋根の街」として知られていた。1900年からは「ポートランドセメント会社ハイデルベルク」がニュルティンゲンのセメント工場の所有者となった。1900年6月にニュルティンゲン - ノイフェン間の旅客輸送が開始された「テーレス鉄道」は、6月21日から貨物輸送にも利用され「ヘルンレ」採石場から工場にセメントの原料となる石灰岩を輸送するのに用いられた。

### ナチ時代
ナチ時代の1938年、「ラントの区分に関する法律」により、ニュルティンゲン郡とキルヒハイム・ウンター・テック郡（ともに1934年まではオーバーアムト）から新たなニュルティンゲン郡が設けられた。
ナチ時代、現在の市域には、たとえばヘラー兄弟機械製造などの地元企業で強制労働に就かされた東方労働者、戦争犯罪者、外国人労働者を収容するための強制労働者収容所および強制労働者宿舎が17箇所あった。現在の実科学校がある場所には東方労働者のミュールヴィーゼン収容所があった。グラーフェネック安楽死施設やハダマール安楽死施設で殺害された安楽死殺人の犠牲者は、現在15人の名前が判っている。当時オーバーアムトあるいは郡の行政都市であったニュルティンゲンのNSDAP指導者は、全国的な排除が始まる前からユダヤ人生徒や「半ユダヤ人」とみなされた生徒を学校から追放させた。ロイトリンゲンなどの近隣地域ではこうした事態は起こらなかった。さらに、彼らがユダヤ人であるとみなした男性と結婚した「混血結婚」の住民は、早期に強制収容所に移送し、そこで殺害されるようにした。この街最後のユダヤ人女性アナ・フランク（旧姓ヘルツァー）は1941年10月15日にハイガーロッホのハーグ・ゲットーで逮捕された。
ニュルティンゲン生まれのシンティーの子供アントン・ケーラーは多くの同胞とともにムルフィンゲンのカトリック児童養護施設聖ヨーゼフスプフレーゲからアウシュヴィッツ＝ビルケナウ強制収容所に移送され、そこで殺害された。両親はすでに殺害されていた。2015年7月26日に除幕された木像がニュルティンゲン生まれのアントン・ケーラーを記念している。さらにこの木像は、ポライモスに対する「記憶の番人」として、ニュルティンゲンにおける国家社会主義の犠牲者や被害者の代表として設置されている。プロジェクト「オデュッセイ」の一環としてイギリスの彫刻家ロバート・ケーニヒによって制作されたこの木像は、アントン・ケーラーを想像上の21歳という年齢に表現している。いわゆる「ムルフィンゲンのシンティーの少年」の1人であったアントン・ケーラーは12歳でアウシュヴィッツ・ツィゴイナー収容所で殺害された。2015年11月9日、中心市街に「DENK ORT」（デンク・オルト）が開設された。ここでは、追悼活動で知られているあらゆるグループから提示された国家社会主義の犠牲者や苦しめられた人々の略歴が交替で紹介されている。アントン・ケーラーの運命もここで紹介されている。これは、ニュルティンゲン追悼協会のウェブサイトにおけるより広範な紹介とリンクしている。ロベルト・ラインハルトは、アウシュヴィッツ＝ビルケナウで殺害されたアントン・ケーラーとシンティーやロマの子供達の運命について詩を書き、歌曲「Miro Si rowela」（直訳: 私の心は泣いている）としてシンティー＝ロマ語やドイツ語で歌われている。ニュルティンゲンで創られ、広まったこの歌は、2016年の灰の水曜日にニュルティンゲン市庁舎前で初めて公開演奏された。

### 戦後
第二次世界大戦後ニュルティンゲンはアメリカ管理地区のヴュルテンベルク＝バーデン州に属した。ニュルティンゲンは戦争で破壊されなかったため、この街は6,500人を超える、主にチェコスロヴァキアの故郷を逐われた人々（当時ズデーテン系ドイツ人と呼ばれていたドイツ系ボヘミア人やドイツ系モラヴィア人）を受け容れることとなった。ニュルティンゲン郡では「故郷を逐われた人々」の 59.6 % がこのグループに属していた。軍政府によって 28,000人の難民がニュルティンゲン郡に割り当てられた。1946年3月までに多くの家族や数百人の個人を受け容れた。1946年3月から集団輸送列車が次々に駅に到着した。1948年には故郷を逐われた人々が人口の1/4を占めるまでになった。
バーデン＝ヴュルテンベルク州の成立に伴い、ニュルティンゲンは1952年に現在の州の一部となった。
ニュルティンゲン市の人口は、1960年に2万人を超えた。これにより市は大規模郡所属市への昇格要件を満たし、バーデン＝ヴュルテンベルク州は1962年2月1日にこれを承認した。
1968年4月28日の州議会選挙でこの街は、極右政党である NPD が 12.65 % の票を獲得して、注目を集めた。
1973年1月1日の郡再編によりニュルティンゲン郡が廃止され、グラーフェンベルクを除く郡域が拡大されたエスリンゲン郡に編入されたことで、ニュルティンゲンは郡庁所在地の機能を失った。グラーフェンベルクはロイトリンゲン郡に属すこととなった。
1989年にニュルティンゲンでバーデン＝ヴュルテンベルク郷土の日が開催された。

### ニュルティンゲンの都市防衛施設
現存する都市防衛施設の遺構は、14世紀から15世紀のものである。

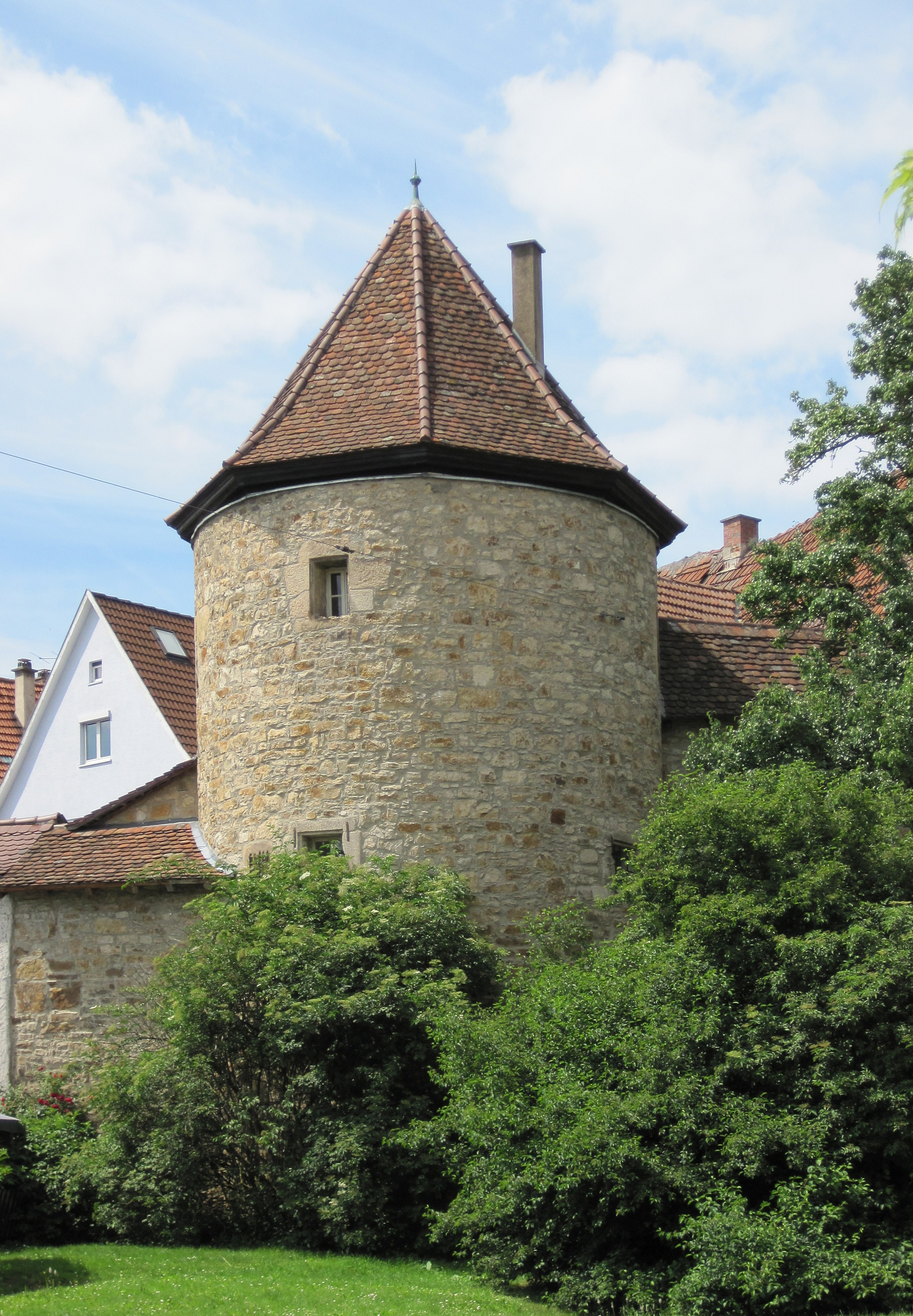
ブロック塔

#### 都市権
14世紀半ばの都市への昇格に伴い、ニュルティンゲンはヴュルテンベルクの都市権を得た。これは、都市の防衛施設、固有の裁判所、市場の開催権を有したことを意味する。1335年、ウルリヒ3世伯治世下でヴュルテンベルク領主の代官所がニュルティンゲンに置かれていたことが証明されている。1359年には stett reht zu nurtingen との記録があり、ニュルティンゲンが都市権を有していたことが示されている。

#### 三重の市壁リング
三重の市壁リングが、狭く建て込んだ都市を取り囲んでいた。市壁はニュルティンゲンの Rätsandstein の重厚なブロック石材で造られていた。維持のための資金は、市の金、つまり税金で賄われていた。誰でもが壁の裏側で身を守る権利を有していたが、すべての健康な男性は市壁を護り、整備しなければならなかった。
都市防衛施設は様々な防衛策が施されていた。防衛壁、市の堀、見張り塔である。市の堀は1359年に文書記録が遺されている。市には見張り付きの4つの門（西-東の軸にネッカー門とオーバー門、南側にブルン門とヴェルト門）があった。最も内側の防塁には塔を持つ高さ 8 m の市壁があった。頑丈な市壁リングは厚さ約 1.50-1.60 m、高さは 6 m であった。その上に、切妻屋根に護られた防衛通路が設けられていた。防御壁の前 3-4 m に人の高さほどのツヴィンガー（外壁と内壁との間の空堀）の壁があった。現在はその基礎だけが遺されている。ツヴィンガーは6つの区画で構成され、その多くは薬草園として利用された。ツヴィンガーの壁の前には幅 12 m、深さ 8 m の堀があり、ブルン門からネッカー川まではネッカー川支流のシュタイナハ川が流れていた。この外側を防塁の最も外側のリングとして堀の壁が護っていた。しかしこの壁は早い時期に撤去された。

#### 現在の都市防衛施設
現在、都市防衛施設は散発的にその遺構が遺されているだけである。防壁を持つブロック塔と、ニュルティンゲン都市城館の壁と一体化した市壁が遺っている。

### 街のニックネーム
ニュルティンゲンの住民は冗談交じりに「ヘックシュネレン」と呼ばれる。「ヘックシュネル」は、シュヴァーベン語でウズラクイナを意味している。ウズラクイナの像は、市庁舎のファサードの時計台に飾られている。ニュルティンゲンのSPDは、毎年灰の水曜日に「特に熱心な住民」を賞賛するために「ウズラクイナの卵」を贈呈している。また、繊維産業が盛んになって以降は「シュトリックナーデルン」（直訳: 編み針）というニックネームでも呼ばれた。

### 市町村合併
- 1919年1月1日: オーバーエンジンゲン
- 1973年1月1日: ハルト[38]
- 1974年7月1日: ツィツィスハウゼン[39]
- 1974年10月1日: ネッカーハウゼン、ライトヴァンゲン、ロイデルン[40]

### 市区

#### ハルト
ハルト（2020年12月31日現在の人口: 1,023人）は、ニュルティンゲンで最も小さなオルトタイル（面積: 175 ha）である。ハルトは1366年に初めて文献に記録されている。伝承によれば、1519年にウルリヒ公がヴュルテンベルクから逃亡する際、ハルトの笛吹きがホーレン・シュタインに匿ったと言われる。ウルリヒシュタインとハルトの象徴的建造物であるプファイファーブルネン（直訳: 笛吹きの泉）はこの伝承に基づいている。ヴィルヘルム・ハウフはその小説「リヒテンシュタイン」でこの素材を用いている。

#### ネッカーハウゼン
ネッカーハウゼン（2020年12月31日現在の人口: 3,934人）はニュルティンゲンから約 2 km ネッカー川を遡った場所に位置している。住宅地はネッカー川左岸のガルゲンベルクの南斜面にある。ネッカーハウゼンは1284年に初めて文献に記録されている。地区の景観は主に教会と区役所によって形成されている。

#### ライトヴァンゲン
ライトヴァンゲン（2021年6月30日現在の人口: 2,228人）はニュルティンゲンの南西約 3 km にあり、ネッカー川からは約 1 km 離れている。ライトヴァンゲンは1236年に初めて文献に記録されている。

#### ロイデルン
ロイデルン（2019年12月31日現在の人口: 2,740人）はニュルティンゲン中心部から東に約 3 km の高台に位置している。ロイデルンは1338年に初めて文献に記録されている。地名 (Reudern) は開墾された森に由来する（開墾する = roden）。

#### ツィツィスハウゼン
ツィツィスハウゼン（2019年12月31日現在の人口: 3,184人）はニュルティンゲン中心部の北側に接しておりネッカー川の両岸に広がっている。ツィツィスハウゼンは1296年に初めて文献に記録されている。

#### オーバーエンジンゲン
オーバーエンジンゲン（2006年現在の人口: 4,060人）はニュルティンゲン中心部の北西に連なっており、フィルダー台地への東斜面に位置する。オーバーエンジンゲンの最初の文献記録は1344年である。

#### ロスドルフ
ロスドルフはニュルティンゲンの南部に位置している。この市区は1960年代初めに計画的な近代都市建設のモデルケースとして建設された。ロスドルフには約4,500人が住んでいる。

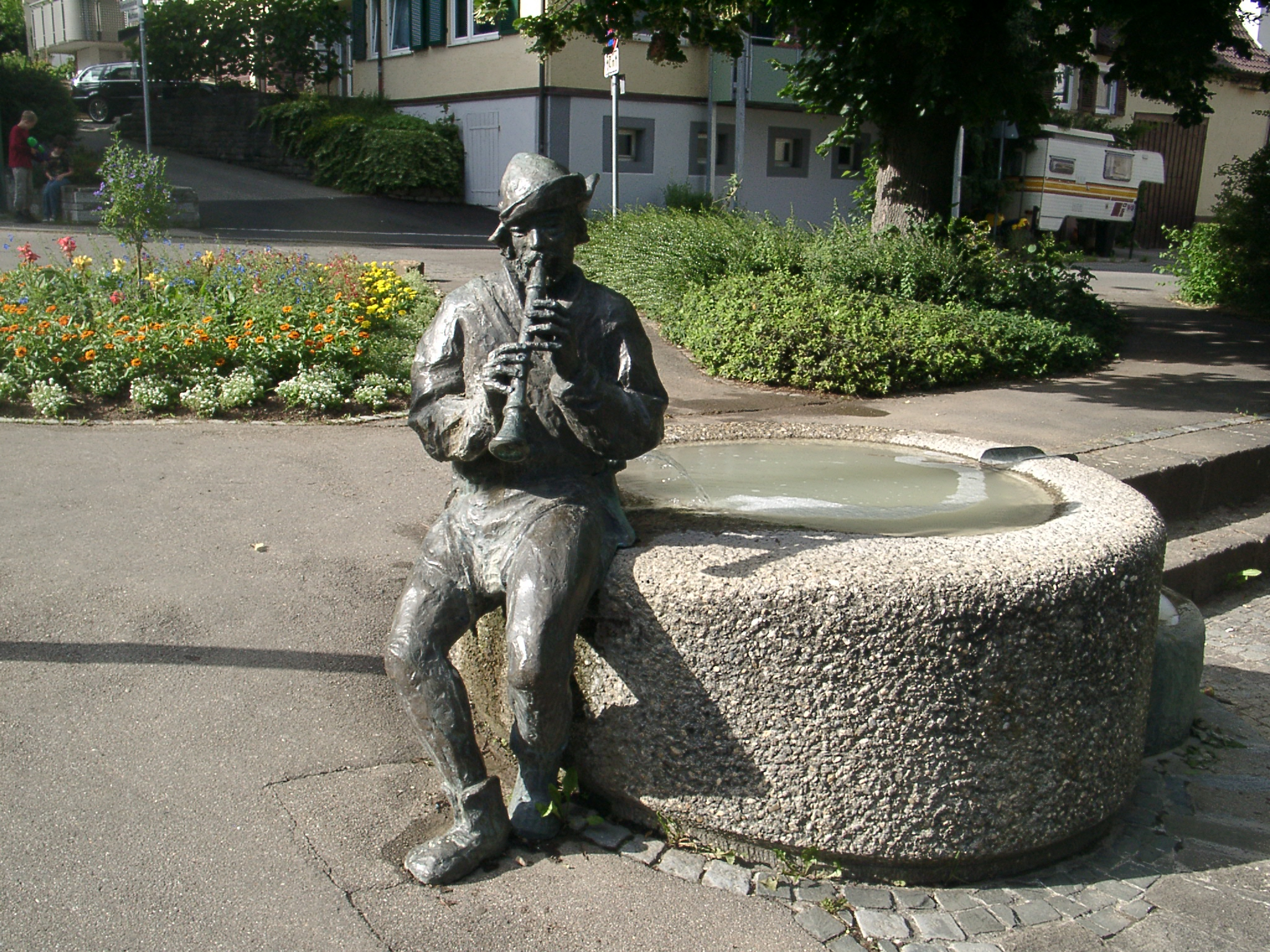
ハルトの笛吹きの泉

## 住民

### 宗教
ニュルティンゲンの住民は元々コンスタンツ司教区に属し、ラウエ・アルプ首席助祭区、アウエン＝キルヒハイム助祭区の下位に組織されていた。この街は古くからヴュルテンベルクに属しており、1535年にウルリヒ公により宗教改革が行われ、その後何世紀もの間ニュルティンゲンは主にプロテスタントの街であった。この街は周辺地域とともに、初めはキルヒハイム・ウンター・テック監督管区に属した。1693年に独自の監督管区を有することとなった。ニュルティンゲンの教会組織は特に第二次世界大戦後の移住によって大きく拡大し、分割された。ルター教会（教会堂は1933年に建設されたが、1944年に爆撃によって破壊され、1973年に再建された）、贖罪教会（1963年）、シュテファヌス教会（1986年）、エンツェンハルト教会（1992年）である。これらの5つの教会組織はニュルティンゲン福音主義総合教会を形成している。市区も古くからヴュルテンベルクに帰属していたために宗教改革がなされた。このため、現在ほぼすべての市区に教会組織が存在し、それぞれ独自の教会堂を有している。ハルトはオーバーエンジンゲンと共同の教会組織で、教会堂もオーバーエンジンゲンにある。ライトヴァンゲンはかつてグロースベトリンゲンの支教会で、その後ネッカーハウゼンの支教会となったが、現在は独自の教会組織となっており、アルトドルフに支教会を有している。ニュルティンゲンの市域のすべての福音主義教会はヴュルテンベルク福音主義州教会のニュルティンゲン監督管区に属している。
カトリック信者は、ニュルティンゲンでは19世紀後期から再び増え始めた。1907年にノイフェナー通りに独自の教会、福音記者聖ヨハネス教会を建設した。それ以前はウンターボイヒンゲンまで礼拝に出かけていた。この教会は1959/60年に取り壊され、その後1956年にフェンデラウ通りに新しい建物が建設された。第二次世界大戦直後ニュルティンゲンには850人のカトリック信者がいた。その後主にカトリックを信仰する故郷を逐われた人々が移住したことで、教会に属す信者数はたちまち5,000人を超えた。このためヨハネス教会の新しい建物が必要となった。福音記者聖ヨハネス教会は現在、ロッテンブルク＝シュトゥットガルト司教区のエスリンゲン＝ニュルティンゲン首席司祭区の中でゼールゾルゲエインハイト11（教会の連合体）を形成している。この教会組織には、ハルト市区、ネッカーハウゼン市区、オーバーエンジンゲン市区、ロイデルン市区、ロスドルフ市区、ツィツィスハウゼン市区、および隣町のヴォルフシュルーゲンが属しているが、それぞれは福音記者聖ヨハネス教会組織の中の部分教区を形成している。やがてこれらの集落に独自の教会や集会所が建設された。ネッカーハウゼンのエディト＝シュタイン＝ハウス、オーバーエンジンゲンのハウス・エタファ、ロイデルンの聖ヴェンデリン教会、ロスドルフの聖シュテファヌス教会、ヴォルフシュルーゲン/ハルトの聖ヨーゼフ教会（1982年建設）、ツィツィスハウゼンの聖ニコラウス教会である。ライトヴァンゲン市区のカトリック信者は、隣町フリッケンハウゼンのフルーエの聖ニコラス教会に属す。
ロスドルフのシュテファヌスハウスと教会センターはエキュメニズム運動を行っている。1971年にエキュメニズムの礼拝のための教団ハウスが完成した。1971年まで福音主義の牧師しかいなかったが、1年後にカトリックの神父も着任した。これ以後、両宗教団体は教会センターを計画し始めた。2つの宗教団体が共同で1986年9月にシュテファヌスハウスを開設した。この施設は、福音主義のシュテファヌス教会とカトリックの聖シュテファヌス礼拝センターを有している。
これら2つの大きなキリスト教会の他に、ニュルティンゲンには自由教会や教団がある。たとえば、ニュルティンゲンのクリストゥス礼拝堂やネッカーハウゼンおよびライトヴァンゲンに教団ハウスを有する福音主義メソジスト教会、ニュルティンゲンに救世主教会を有する福音主義自由教会（バプテスト）などである。福音主義バプテスト兄弟団はエーバーハルト通りに教会を有しており、セブンスデー・アドベンチスト教会はヴェラ通りに教団センターを有している。新使徒教会やクリステンゲマインシャフトもニュルティンゲンで活動している。
ニュルティンゲンのユダヤ系住民は、ホロコーストまでカンシュタットのユダヤ教会に属していたが、現在はシュトゥットガルトに本部を置く「イスラエル信仰団ヴュルテンベルク」(IRGW) に属している。
ニュルティンゲンには、いくつかのムスリムの施設がある。ティーフェンバッハ通りの Mevlana-モスクはイスラム教団 Milli Görüs のシュトットガルト地区の管轄下にある。マックス＝アイト通りの Fatih-モスクは ADÜTDF によって運営されている。ムスリム兄弟団は、フリッケンハウゼンの「イスラム・センター」を運営している。

### 人口推移
人口調査結果または州統計局の公式研究結果に基づく人口推移を以下に示す（この町を主たる住所地とする人口）。
|  |  |

## 行政

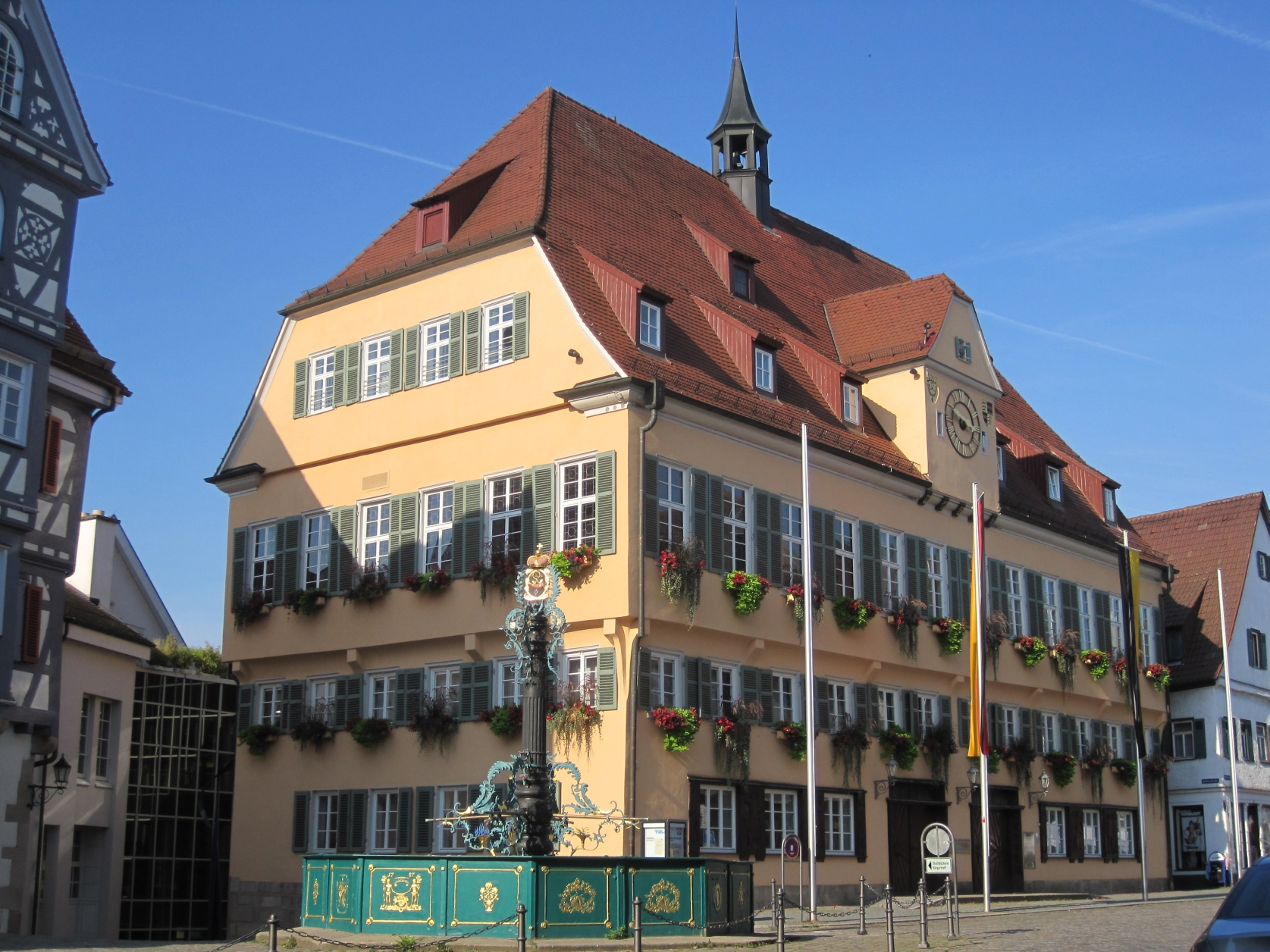
ニュルティンゲン市庁舎

### 議会
ニュルティンゲンの市議会議員は unechte Teilortswahl という方式で選挙されている。この方式では調整議席により実際に選出される議員数が変動する。2019年の市議会選挙以後、市議会は32人の選出された名誉職の議員と議長を務める上級市長で構成されている。上級市長は市議会において投票権を有している。

### 首長
ニュルティンゲン市のトップは、古くからすでにビュルガーマイスター（市長）とラート（議会）と呼ばれていた。12人で構成されるゲリヒト（裁判所）も行政を司る役所であった。2人の市長は市の役人であった。この他に領主が指名するシュルタイス、後のフォークト（代官）がいた。この人物が市およびアムト（地方行政機関）の首長であった。18世紀の一時期にオーバーフォークトという名称になったこともある。
19世紀以降市の首長は「シュタットシュルタイス」と称し、1930年以降は「ビュルガーマイスター」、さらに1962年2月1日の大規模郡都市への昇格に伴い「オーバービュルガーマイスター」（上級市長）と名称を変えた。首長は8年ごとの直接選挙で選出される。首長は市議会の議長を務める。

#### 第二次世界大戦以降の首長
- 1945年 - 1948年: ヘルマン・ヴァイレンマン
- 1948年 - 1959年: アウグスト・プフェンダー
- 1959年 - 1979年: カール・ゴンザー
- 1979年 - 2004年: アルフレート・バホーファー (Freie Wähler)
- 2004年 - 2019年: オトマール・ハイリヒ (SPD)
- 2019年 - : ヨハネス・フリードリヒ

2019年5月6日の上級市長選挙でヨハネス・フリードリヒは 54.98 % の支持票を獲得して上級市長に選出された。フリードリヒは2019年8月1日に、オトマール・ハイリヒの後任として上級市長に就任した。

### 紋章と旗
図柄: 金地。横たわる黒い鹿の角の下に吹き口を左（向かって右）に向けた黒い紐のついた赤い狩猟用の角笛。さらにその下に直立した青い菱形。
ニュルティンゲンの市の旗は、青-黄色である。
紋章と旗は何世紀も前からすでに用いられていた。鹿の角は本市がヴュルテンベルクに帰属していた事、角笛はニーフェン家（ノイフェン家）を表しているが、青い菱形については確かなことは分かっていない。最も古い彩色された紋章は1535年に制作された。
毎年、伝統的な祭りであるメマイエンタークには青と黄色に彩色された市の旗が掲げられる。

### 姉妹都市
ニュルティンゲンは以下の都市と姉妹都市関係にある。
- ウラン（フランス、メトロポール・ド・リヨン）1962年
- ロンザ・カノン・タフ（イギリス、ウェールズ）1968年

さらに以下の都市とは友好関係にある。
- ブダペスト23区（ドイツ語版、英語版）（ハンガリー、ブダペスト）1988年
- ツェルプスト/アンハルト（ドイツ語版、英語版）（ドイツ、ザクセン＝アンハルト州）1992年

### 青年議会
1996年からニュルティンゲンには青年議会が存在する。2年ごとに13歳から19歳の青年10人から15人が選出され、若者に関連する議題を論議する。

## 経済と社会資本

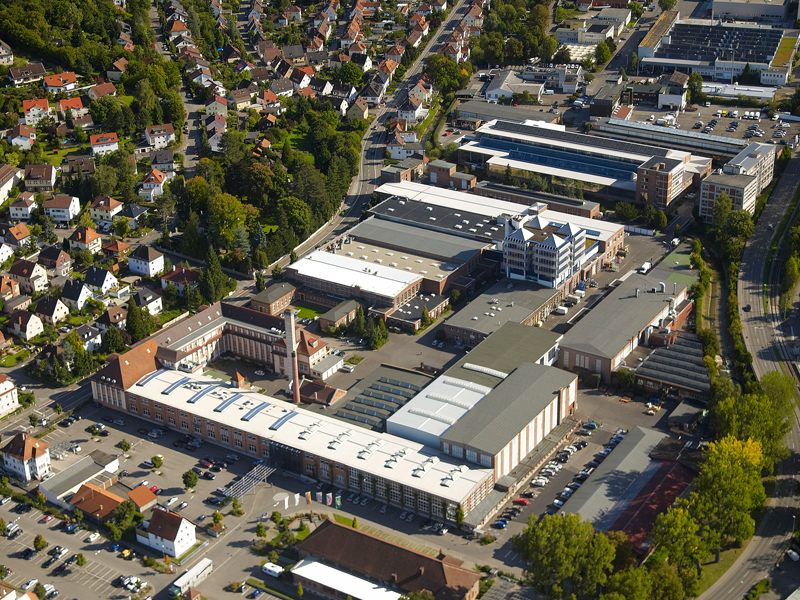
ヘラー兄弟機械工場

ニュルティンゲン周辺地域の工業化は19世紀前半から始まった。繊維産業が最初に確立された産業分野であった。このためニュルティンゲンは長年「針仕事の街」として知られていた。20世紀後半に低賃金の国へ繊維製品の移行が増すにつれ、ニュルティンゲンにとってこの産業分野の重要度は次第に低下し、21世紀の初めまでには機械製造業が最も重要な分野となった。ヘラー兄弟機械工場は1894年に、メタボ電子部品製造は1924年に創業され、両者はニュルティンゲンで約1,700人を雇用している。
2020年現在ニュルティンゲンでは、21,859人のニュルティンゲン市民がニュルティンゲン市内で就労し、16,241人が周辺市町村から市内の職場に通勤している。逆に市外へ通勤するニュルティンゲン市民は13,965人で、その多くはシュトゥットガルト地域の大企業に勤めている。通勤者数の収支はプラスである。

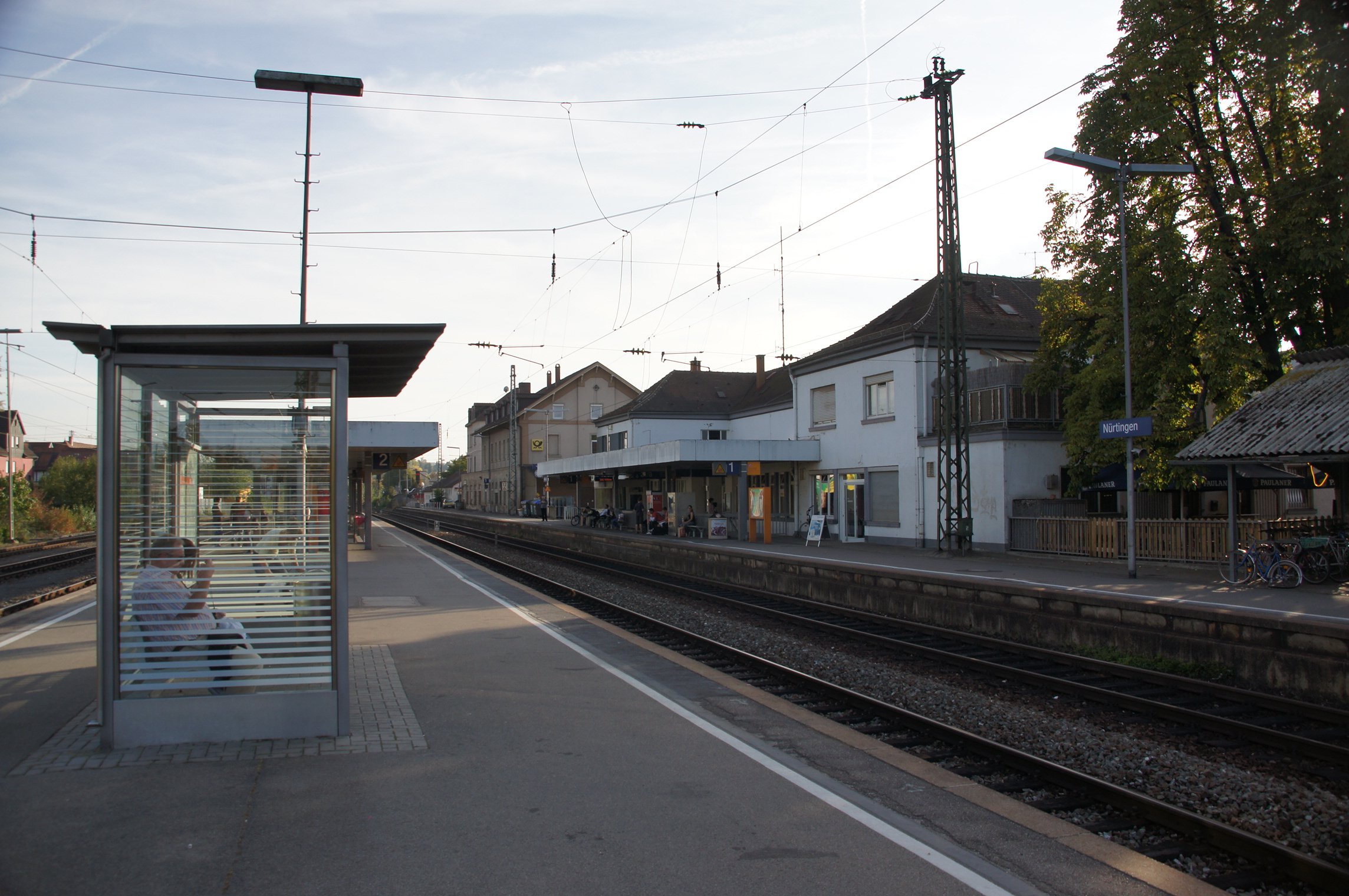
ニュルティンゲン駅

### 交通
ニュルティンゲン駅は鉄道プロヒンゲン - インメンディンゲン線にあり、レギオナルエクスプレス RE 12 とレギオナルバーン RB 18 がそれぞれ1時間間隔で運行している。この他にニュルティンゲンからノイフェンへ向かうヴュルテンベルク鉄道会社の支線テーレス鉄道がある。後者をクナウフ・インターファー・シュタール社（旧 Gnida）への貨物列車が定期的に運行している。ニュルティンゲン貨物駅は利用されておらず、取り壊された。この土地の再開発計画がある。駅のすぐ近くに乗り合いバスの中央ステーションがある。ここからニュルティンゲン経由で市区や周辺市町村とを結んでいる。ニュルティンゲン市域内のすべての路線はシュトゥットガルト交通・運賃連盟 (VVS) に組み込まれている。
連邦アウトバーン8号 (A8) シュトゥットガルト - ミュンヘン線が市の北約 5 km を通っている。ニュルティンゲンはヴェンドリンゲン・インターチェンジおよびキルヒハイム/テック西インターチェンジ経由でアクセスできる。この他に連邦道297号線（B297、ロルヒ - テュービンゲン）および B313（プロヒンゲン - ロイトリンゲン）がこの街を通っている。
シュトゥットガルト空港はニュルティンゲンから約 15 km の位置にある。
最寄りの内陸港は、ネッカー川を約 15 km 下ったプロヒンゲンにある。この川はプロヒンゲンから、マンハイム近郊でライン川に注ぐ河口まで、一部は運河化されており、船舶の航行が可能である。
ネッカータール自転車道が市域内を通っている。この自転車道はフィリンゲン＝シュヴェニンゲンのネッカー川水源地からマンハイムまで 410 km 以上の長さがある。

### メディア
ニュルティンゲンでは日刊紙「ニュルティンガー・ツァイトゥング」が刊行されている。ニュルティンガーSTATTツァイトゥングはボランティアで制作され、オンラインでのみ発行されている。

### 官庁、裁判所、機関
ニュルティンゲンには、税務署、公証人役場、税関、職業安定所、エスリンゲン郡役場の支所がある。さらにシュトゥットガルト地方裁判所管区に属す区裁判所もある。
本市はヴュルテンベルク福音主義州教会のニュルティンゲン教会管区の本部所在地でもある。

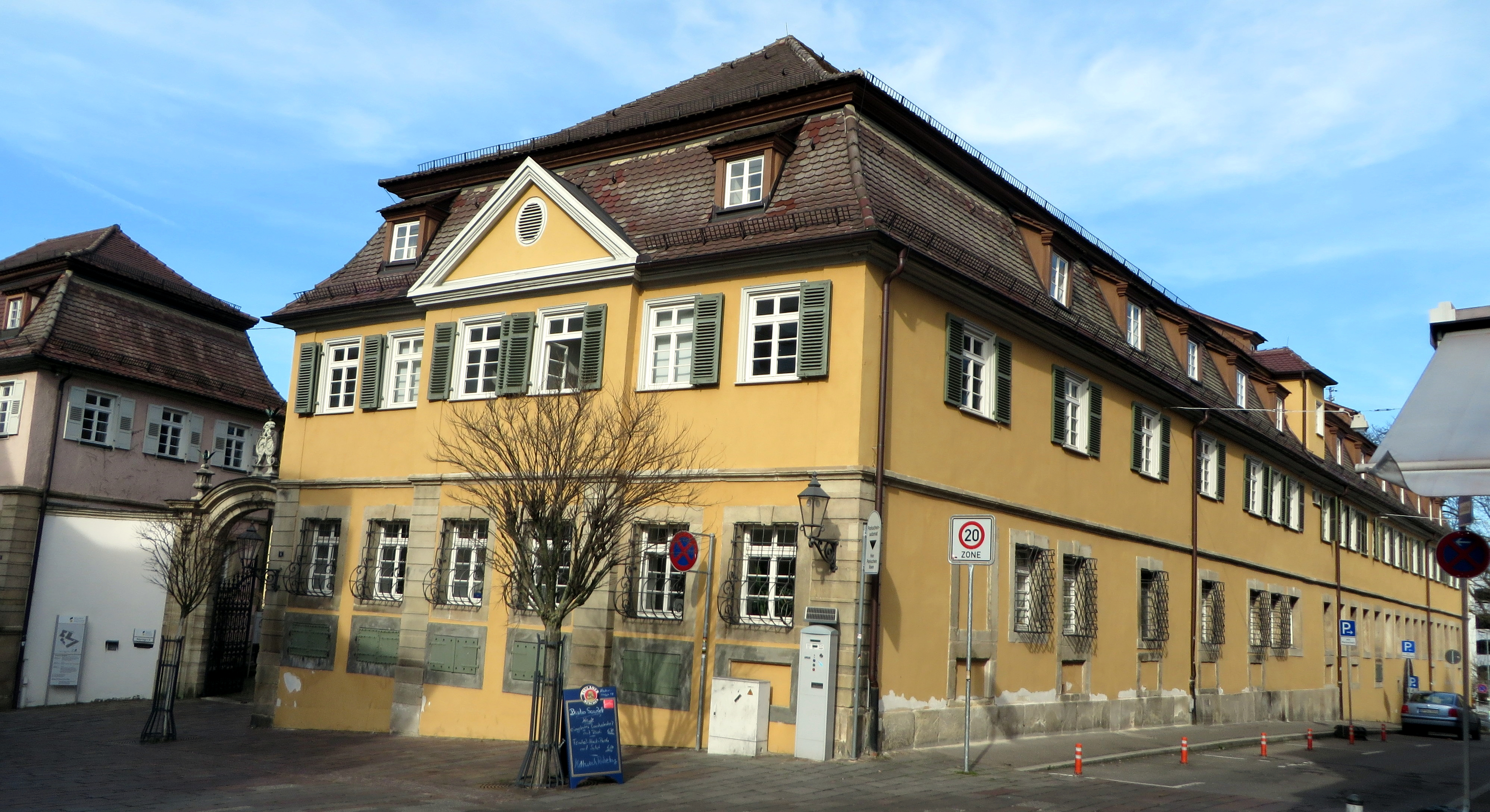
経済および環境大学ニュルティンゲン本部

### 教育
ニュルティンゲンには単科大学や訓練機関が存在する。
- ニュルティンゲン＝ガイスリンゲン経済および環境大学 (HfWU)[58]
- 自由芸術アカデミー・ニュルティンゲン (FKN)[59]
- ニュルティンゲン教員継続発展教育セミナー（基礎課程学校）[60]

経済および環境大学は、バーデン＝ヴュルテンベルク州で最も古く、評判の高い単科大学に数えられており、州で最大級の経済学部の1つを有している。学習過程の継続的で全体的な発展に大きな価値を置いている。HfWUは、世界中の80以上のパートナー大学と提携しており、高い評価を得ている。経済学、環境学の他に、社会学も大学のコア領域に含まれる。この大学は1年に1度、経済界や政界から基調講演のゲストを招く「ファイナンスの日」を開催している。毎年開催されるホーホシュールバル（直訳: 大学舞踏会）が学校生活の1年を締めくくる。旧芸術療法大学とその芸術および演劇療法課程は、2015年に HfWU に統合された。

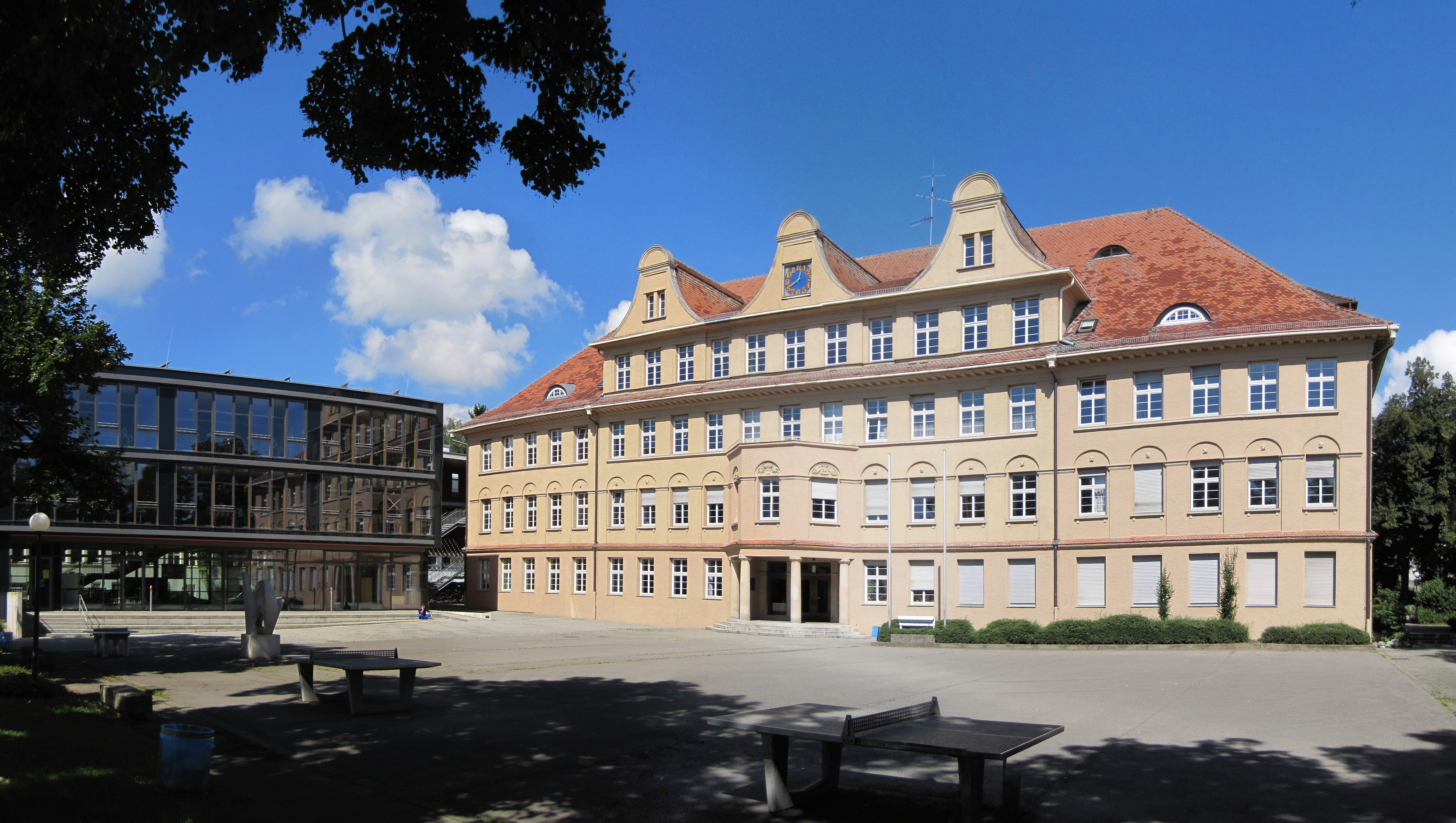
マックス＝プランク＝ギムナジウム

ニュルティンゲンには、ギムナジウム 3校（ヘルダーリン＝ギムナジウム、マックス＝プランク＝ギムナジウム、私立ペーター＝ヘルトリング＝ギムナジウム）、実科学校 2校（ネッカー実科学校、ゲシュヴィスター＝ショル実科学校）、養護学校 1校（テオドール＝アイゼンロール＝シューレ）がある。基礎課程学校は、中核市区に2校（エルスベルクシューレ、ブライケシューレ）、その他の市区に6校（ネッカーハウゼンのアナ＝ハーク＝シューレ、オーバーエンジンゲンのフリードリヒ＝グリュック＝シューレ、ライトヴァンゲン基礎課程学校、ロイデルン基礎課程学校、ツィツィスハウゼンのインゼルシューレ、ロスドルフのロスドルフシューレ）あり、さらに作業実科学校を含む基礎課程学校メーリケシューレがある。
エスリンゲン郡は職業学校（農業アカデミー、技術専門学校、商業学校アルベルト＝シェフレ＝シューレ、産業学校フィリップ＝マテウス＝ハーン＝シューレ、産業・家政・農業学校フリッツ＝ルオフ＝シューレ）の運営者である。また、精神障害者のためのレーゲンボーゲン学習幼稚園や身体障害者のための学習幼稚園を併設した精神障害者のためのボーデルシュヴィングシューレの運営も行っている。
さらにバーデン＝ヴュルテンベルク州が運営する寄宿舎付きの聴覚・言語障害者のための州立学校ヨハネス＝ヴァーグナー＝シューレもある。自由ヴァルドルフ学園のルドルフ＝シュタイナー＝シューレもニュルティンゲンにある。

## 文化と見所
ニュルティンゲンは、ヴュルテンベルク・ワイン街道および多くの見所を持つローマ街道ネッカー＝アルプ＝アーレ沿いに位置している。

### 映画
トラウムパラスト・ニュルティンゲン（旧キノパラスト）は、8つのスクリーンを持つ映画館である。ザール・バンビはABC-リヒトシュピーレ時代に造られたホールで、保護文化財に指定されており、そのため見た目は創建当時と変わらない。すべてのスクリーンをデジタル化するプロジェクトが行われ、4つのホールでは 3D-映画も上映される。

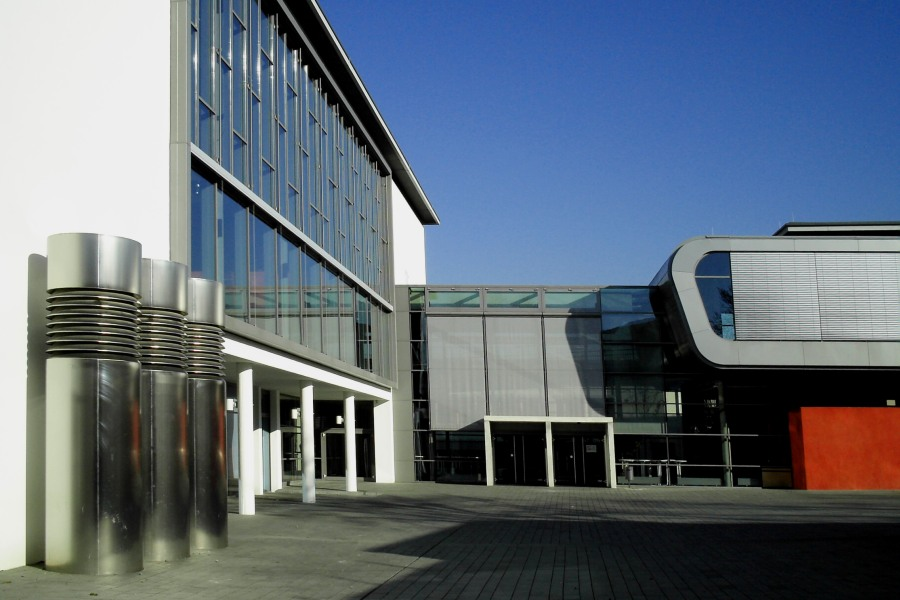
市民ホール K3N

### 演劇
市立ホール K3N では、定期的に巡業公演の劇団や州立劇場の演劇上演が行われる。この他にクラブ「テアター・イム・シュロスケラー」が演劇、演芸、講演会、コンサートといった広範なプログラムを演芸場で上演している。この他に、ニュルティンゲンの学校の地元演劇グループも定期的に演劇上演を行っている。

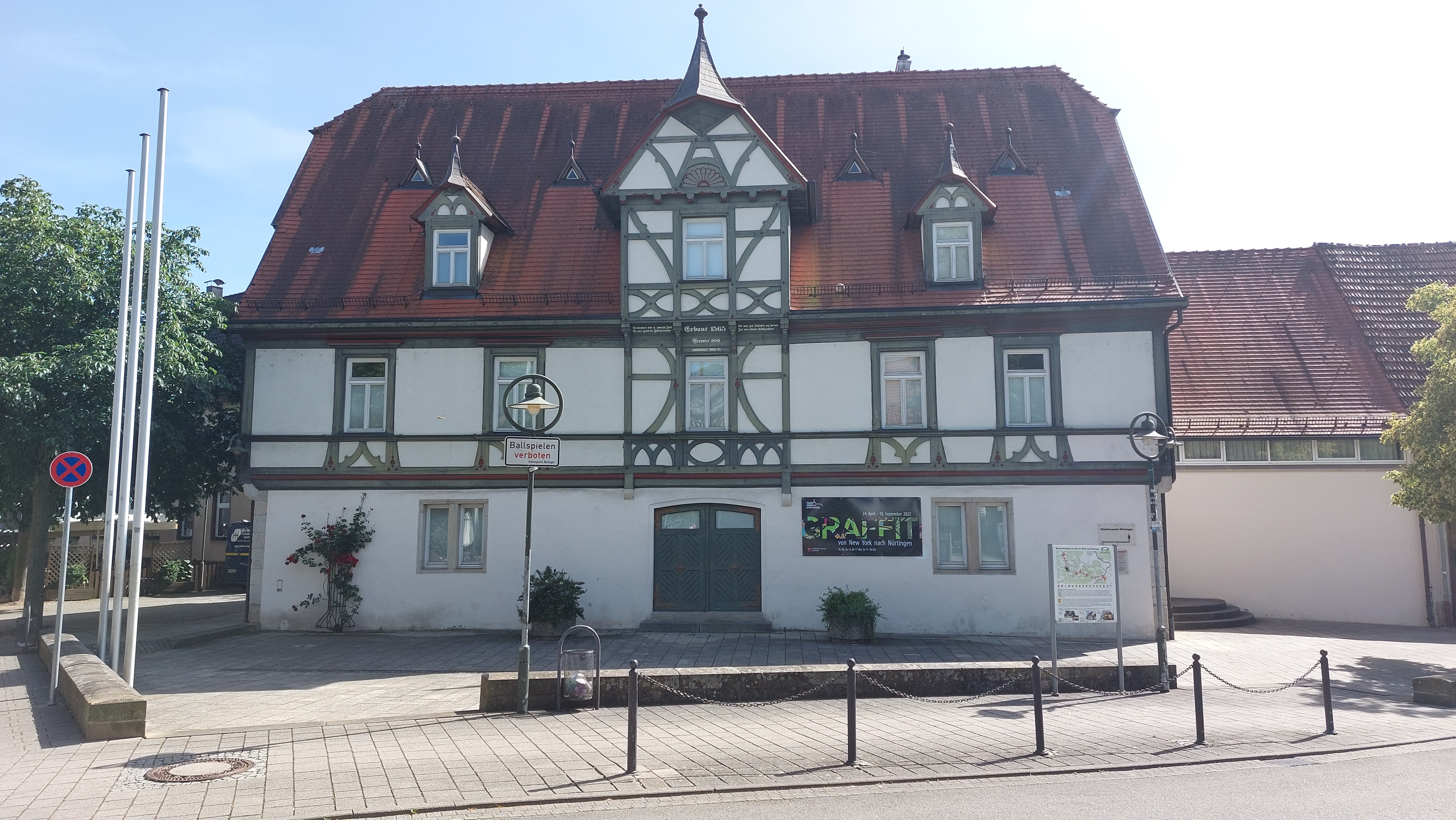
ニュルティンゲン市立博物館

### 博物館・美術館
ネッカー川とシュタイナハ川との間に1565年建造の古い射撃協会会館がある。ここにヘルダーリン文学部門を持つニュルティンゲン市立博物館が入居している。
ドムニック・コレクションでは、第二次世界大戦後の現代美術を鑑賞することができる。

### 文書館
ニュルティンゲン市立文書館（市庁舎内）には、専任の職員がいる。かつてのニュルティンゲン郡立文書館は、エスリンゲン郡立文書館に併合された。

### 図書館
市立図書館は、96,500点のメディアを収蔵しており、約518,000件の貸し出しを行っている。マルクト広場の本館の他に、ネッカーハウゼン、オーバーエンジンゲン、ロスドルフ、ツィツィスハウゼンの4箇所にに小さな分館を有している。

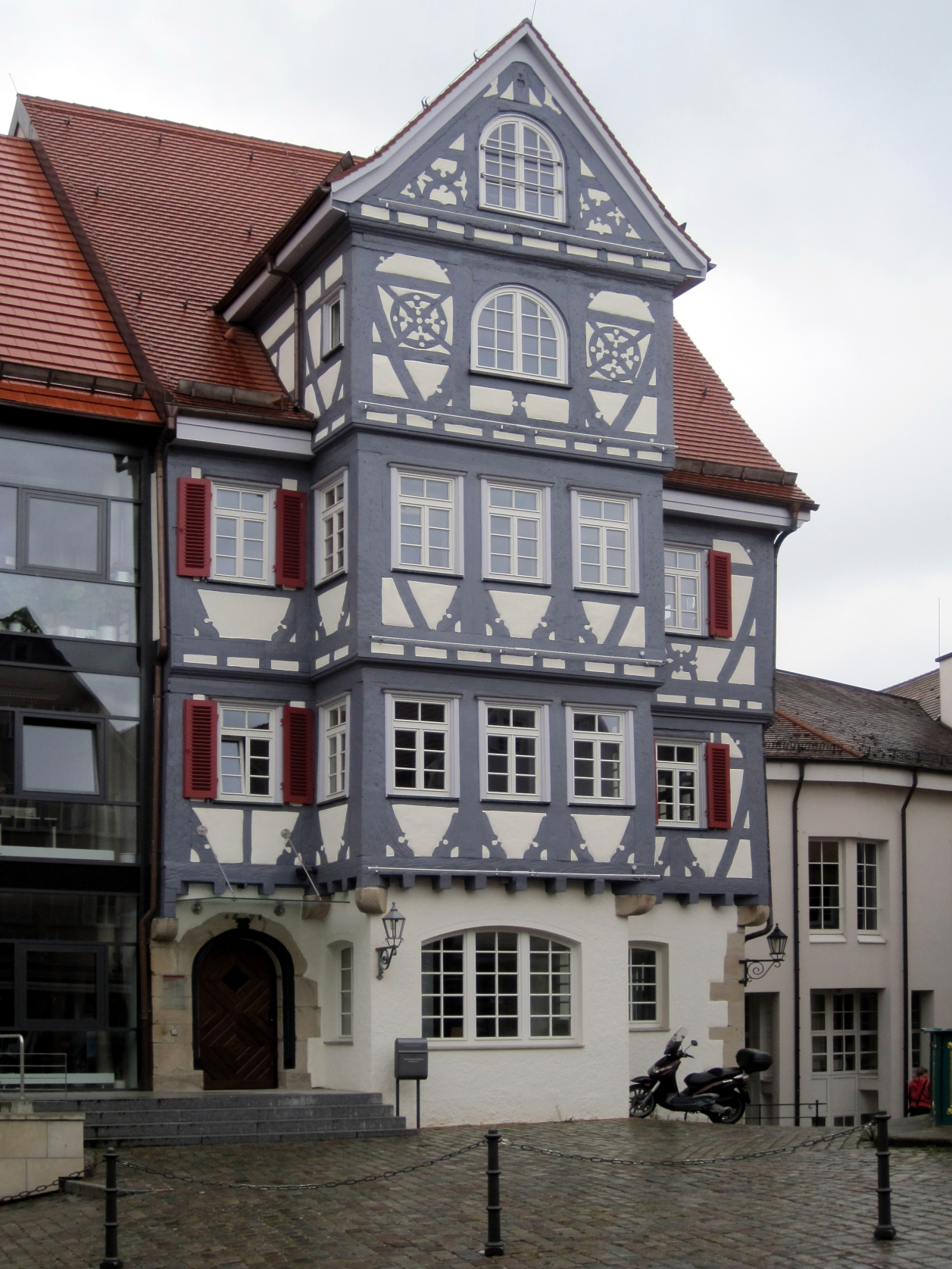
リンゲルシェス・ハウス

### 建築

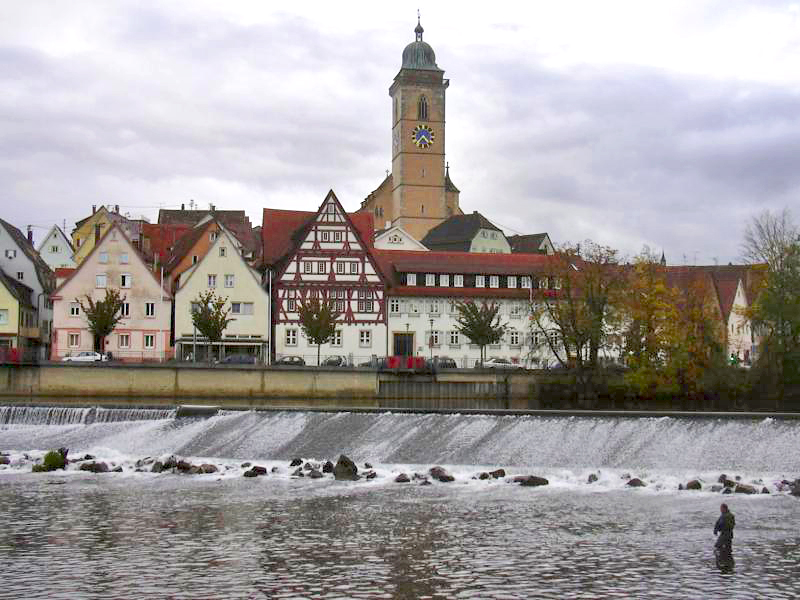
ネッカー川沿いのニュルティンゲン旧市街。中央の高い塔が聖ラウレンティス教会の塔である。

- 市庁舎
- ザレマー・ホーフ（シトー会修道士が建設した木組み建築）
- 旧ラテン語学校（1481年創立。ヘルダーリンやシェリングが学んだ）
- リンゲルシェス・ハウス・アム・マルクト
- ブロック塔
- ヘルダーリンハウス
- シュピタール（施療院、現在はニュルティンゲン＝ガイスリンゲン経済および環境大学のニュルティンゲン本部）
- 旧射撃協会会館（現在は市立博物館）
- 市庁舎前のマルクトブルネン（市場の泉）
- シラー広場のグンター・シュティリングが製作したオクゼンブルネン（雄牛の泉）
- オーバーエンジンゲン市区のローマ時代のヴィル・ルスティカ
- 十字架教会（1455年建造。1980年代以降は文化センターとして利用されている。）
- シュタットブリュッケ（橋）沿いの歴史的な流れ込み式発電所
- シャーフブルネン（羊の泉）

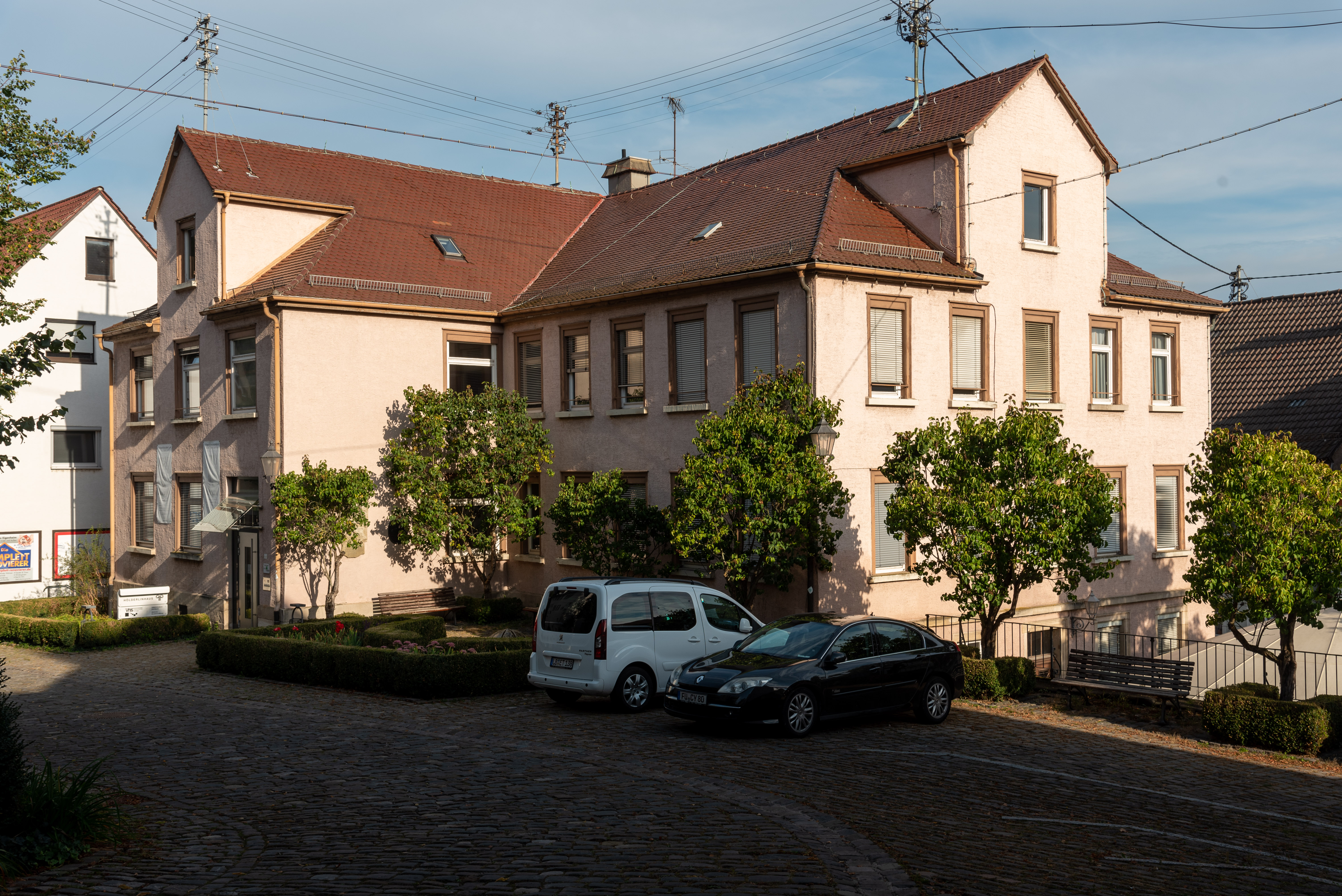
ヘルダーリンハウス
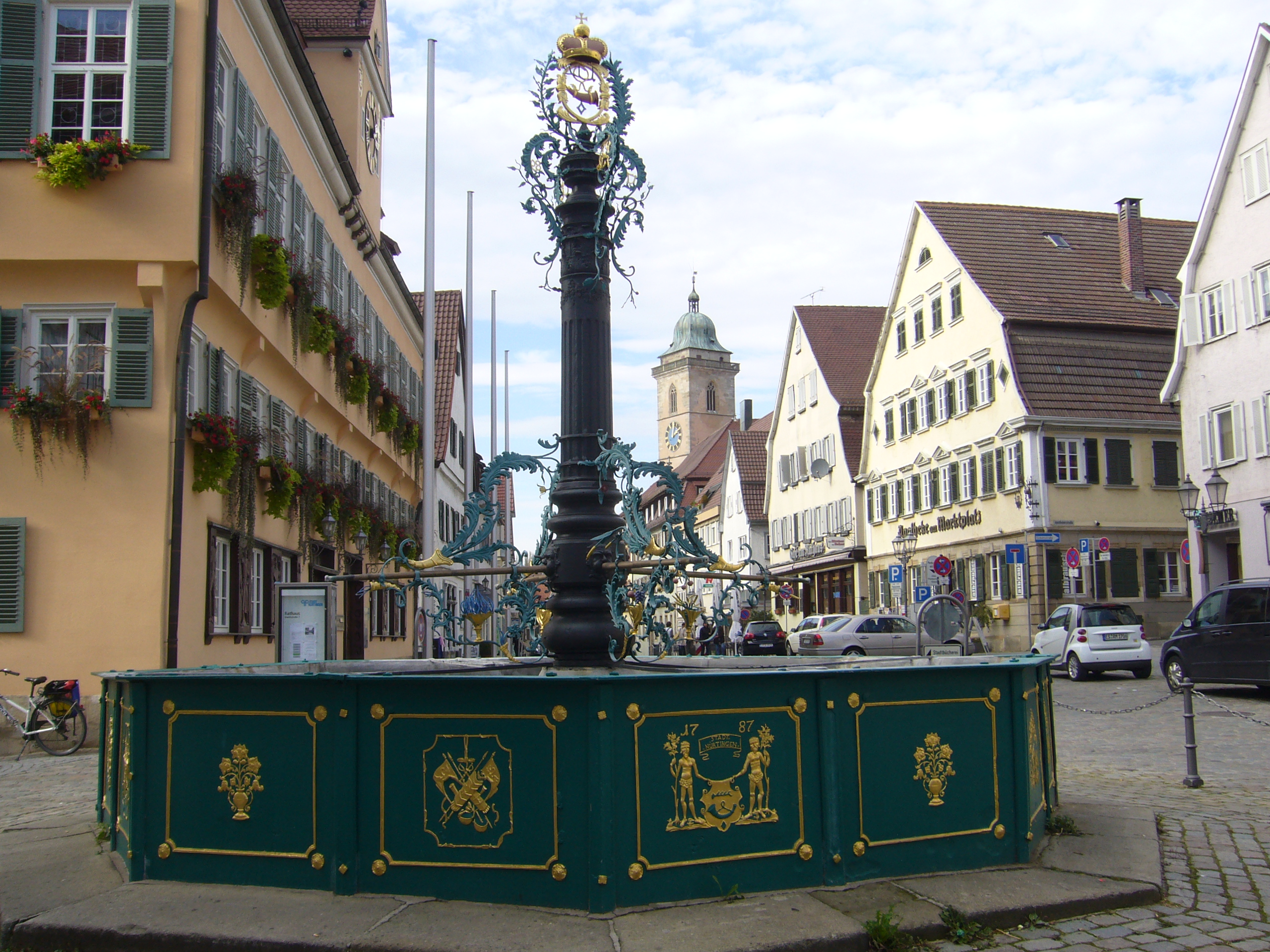
マルクトブルネン
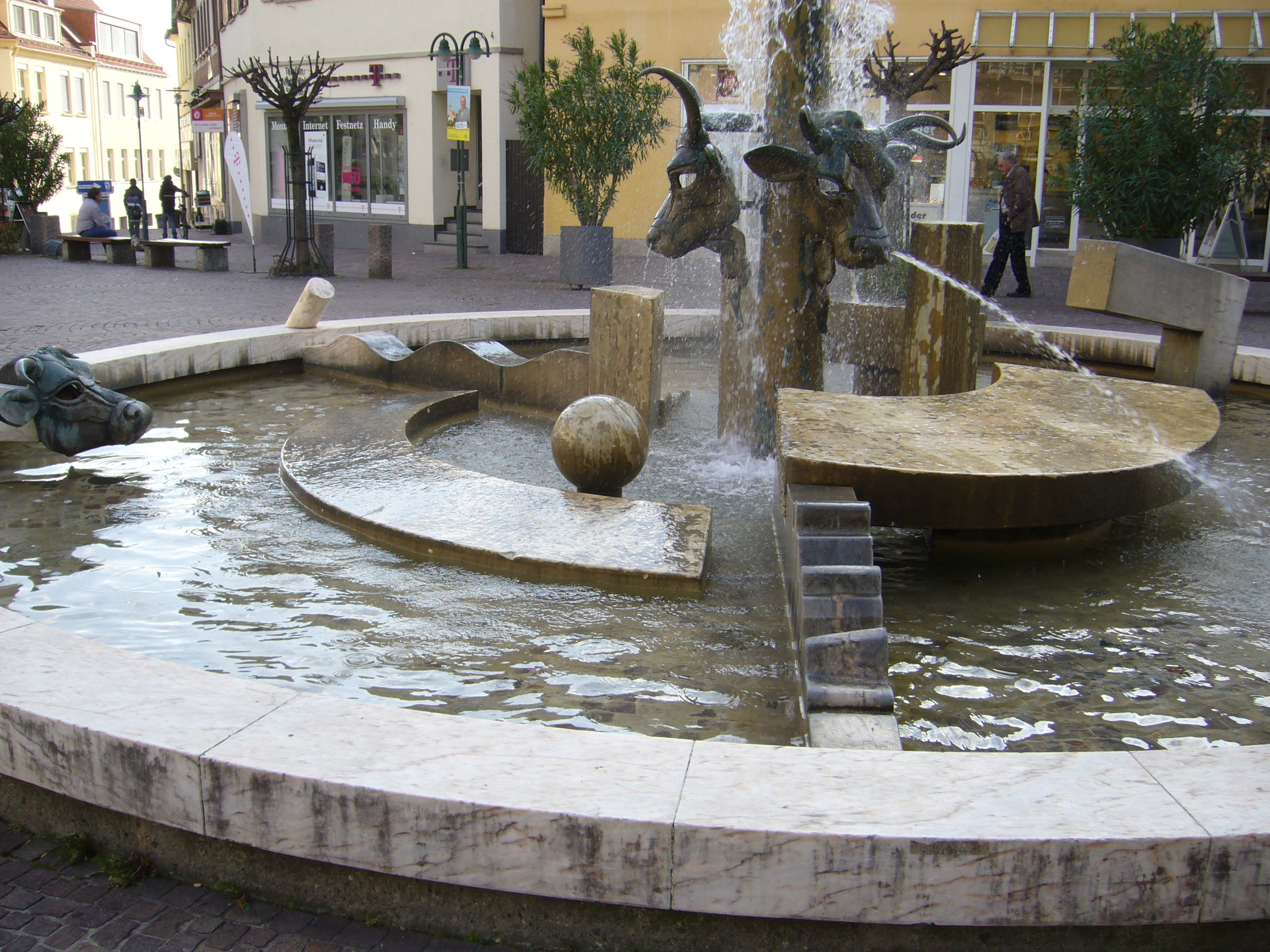
オクゼンブルネン
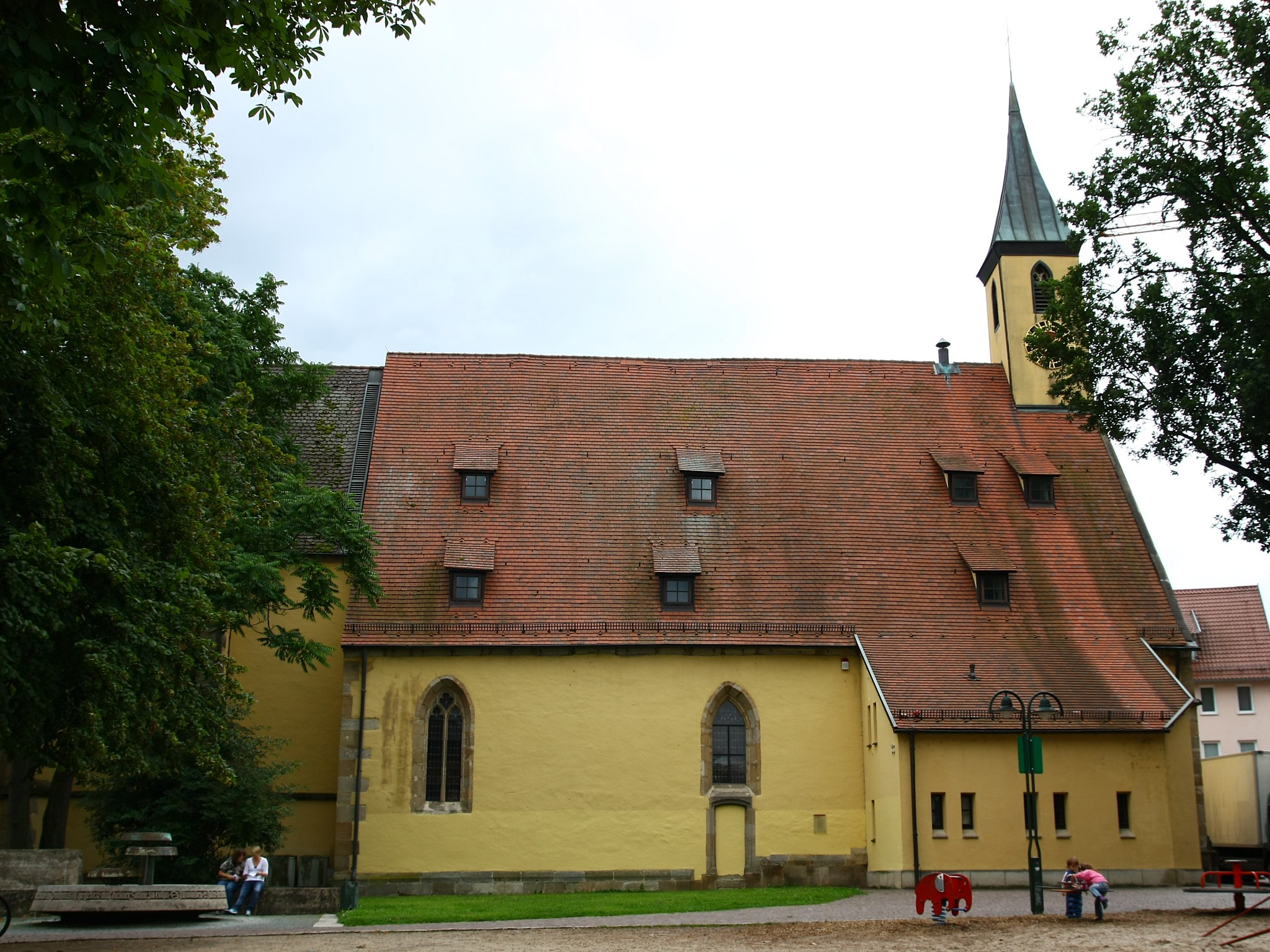
十字架教会

### 教会
- 福音主義市教会聖ラウレンティウス教会は、この街の象徴的建造物である。この後期ゴシック様式三廊式のハレンキルヒェは、高さ 48 m の塔（ドイツ語版、英語版）を有している。長堂には1895年に新たにヴォールトが設けられた。2000年の市教会の火災によりオルガンが破壊された。2007年11月27日に、この教会を永続的に保存することを目的として市教会財団が設けられた。この市民財団は、115人を超える支援者と50万ユーロを超える資金を有するまでになった。
- ルター教会 1933年建造
- 福音主義和解教会 1963年建造
- 福音主義自由教会（バプテスト）の贖罪教会 1974年建造
- ヴェンデラウ通りの1956年に建造されたカトリックの福音記者聖ヨハネス教会（先代の1907年建造の教会堂は取り壊された）は、オットー・ヘルベルト・ハイエクによって芸術的に造形されている。彼は50年にわたって（教会の建設から死の直前まで）内装、十字架像、聖具を創り続けており、その芸術的な発展は教会内に見て取れる。
- ネッカーハウゼン福音主義聖ベルンハルト教会（1606年建造の後期ゴシック様式の長堂を持つ）
- ライトヴァンゲン福音主義教会（1909年建造）
- オーバーエンジンゲン福音主義教区教会（19世紀に完全に改築されたが、その起源は古い）
- ロイデルン福音主義平和教会（1960年建造）
- ツィツィスハウゼン福音主義クリストゥス教会

### スポーツ
- ニュルティンゲン射撃ギルド、1460年創立
- FV 09 ニュルティンゲン、1909年に創設されたサッカークラブ
- トゥルンゲマインデ・ニュルティンゲン 1859、ニュルティンゲンで最も古いスポーツクラブ
- トゥルナーブント・ネッカーハウゼン、ネッカーハウゼン市区のスポーツクラブ
- TSV オーバーエンジンゲン、1899年設立
- ルーダークラブ・ニュルティンゲン（ニュルティンゲン漕艇クラブ）、1921年設立
- ETV ニュルンティンゲン e.V.、1926年設立
- フルークシュポルトフェライン・ニュルティンゲン 1928 e.V.
- ニュルティゲン柔道クラブ 1960 e.V.

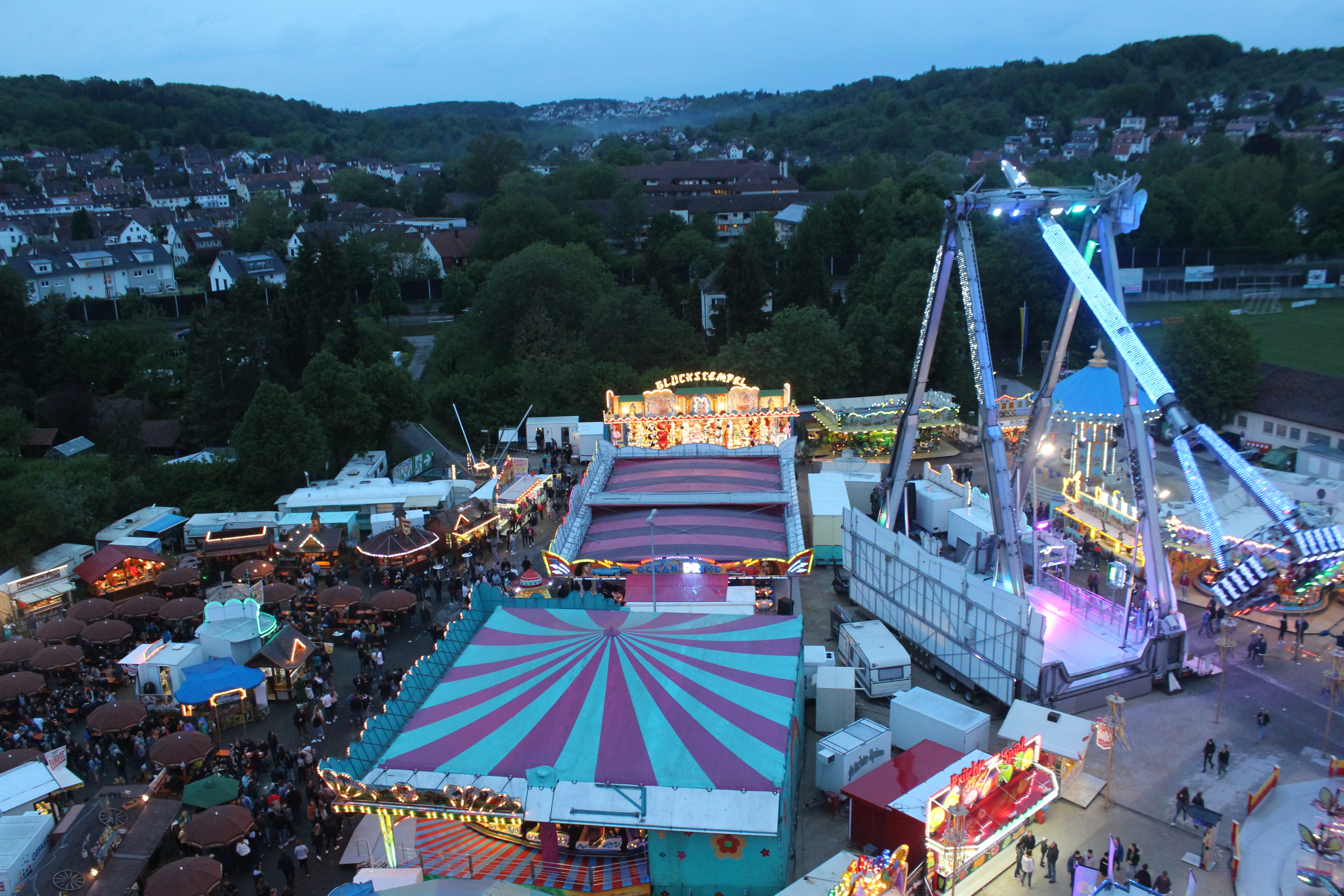
マイエンタークの様子（2019年）。写真は観覧車から撮影。

### 年中行事
- ニュルティゲンのマイエンターク: 400年以上前から続く、マイエンジンゲン（歌）、パレード、演劇、屋台などで祝う学生たちの伝統的な祭りである。もともとその期日は5月の終わりから2番めの火曜日であったが、1969年から5月の任意の土曜日（まれに6月に開催される年もある）に変更された。期日は学生の聖霊降臨祭の祝日によって決まる。
- 市祭: 1977年からニュルティンゲンの歩行者専用区域で、地元のクラブやグループが市当局と共同で市祭を開催している。この祭りは当初、9月の第1土曜日に開催されていたが、7月の週末に移され、一部の例外の年を除いて毎年開催されている。
- 旧市街祭: ニュルティンゲンのシュロスベルクにある商店や接客業者が商業的に開催している祭りである。2008年までは入場料が必要であったが、2009年は無料であった。
- ニュルティンゲンの音楽の夜: 1997年から市の文化部門の主導で「音楽の夜」が5月最初の土曜日に開催される。約7,000人（2010年）が20以上のイベント会場に分散し、ない市街は大きなパーティー会場となる。
- ワイン村: 2008年から毎年夏の終りに2週間ニュルティンゲン・ワイン村が開催される。入場は無料だが、この祭りは商業的なものである。この祭りは内市街、十字架教会近くのシラー広場で開催される。

## 人物

### 出身者
- ウルリヒ・エンジンガー（ドイツ語版、英語版）（1359年 - 1419年）聖堂建築家。オーバーエンジンゲンの生まれ。
- ゴットリープ・ヤーコプ・プランク（ドイツ語版、英語版）（1751年 - 1833年）福音主義の神学者。教会史家。マックス・プランクの先祖にあたる。
- アルベルト・シェフレ（1831年 - 1903年）経済学者。
- ロベルト・ヴィーダースハイム（ドイツ語版、英語版）（1848年 - 1923年）動物学者、人類学者、医師。
- ヘルベルト・マイシュ（ドイツ語版、英語版）（1890年 - 1974年）演出家、映画監督。
- エルヴィン・ヴァルトナー（ドイツ語版、英語版）（1933年 - 2015年）サッカー選手。
- ベルント・ホス（ドイツ語版、英語版）（1939年 - 2016年）サッカー指導者。
- ピット・ヘルトマン（1958年 - ）外交官。
- クラウス・ユスト（ドイツ語版、英語版）（1964年 - ）陸上競技選手。
- アロイス・シュヴァルツ（ドイツ語版、英語版）（1967年 - ）サッカー選手、指導者。
- トマス・ブルダリッチ（1975年 - ）サッカー選手、指導者。
- ヴォルフ・ヘンツラー（1975年 - ）レーシングドライバー。
- クリスティアン・ゲントナー（1985年 - ）サッカー選手。
- ドミニツ・マロフ（1984年 - ）スロベニアのサッカー選手。
- マティアス・ヤイスレ（1988年 - ）サッカー選手、指導者。
- ダニエル・ディダヴィ（1990年 - ）サッカー選手。
- ゼバスティアン・ザイドル（1990年 - ）柔道家。2020年東京オリンピックの混合団体銅メダリスト。
- パスカル・ブライアー（ドイツ語版、英語版）（1992年 - ）サッカー選手。
- 邱党（1996年 - ）卓球選手。
- リン・カツマイアー（ドイツ語版、英語版）（2006年 - ）パラスキー・ノルディック選手。2022年北京パラリンピックのノルディック 10 km 金メダリスト。

### ゆかりの人物
- ヘンリエッテ・フォン・メンペルガルト（ドイツ語版、英語版）（1387年頃 - 1444年）ヴュルテンベルク伯エーバーハルト4世（ドイツ語版、英語版）の妃。1426年から1442年までニュルティンゲンに住んだ。
- エリーザベト・フォン・ブランデンブルク（ドイツ語版、英語版）（1451年 - 1524年）ヴュルテンベルク公エーバーハルト2世の妃、1499年から亡くなるまでニュルティンゲンに住んだ。
- ザビーナ・フォン・バイエルン（1492年 - 1564年）ヴュルテンベルク公ウルリヒの妃。1551年から亡くなるまでニュルティンゲンに住んだ。
- アナ・マリア・フォン・ブランデンブルク＝アンスバッハ（ドイツ語版、英語版）（1526年 - 1589年）ヴュルテンベルク公クリストフの妃。夫の死後（1568年）から20年間ニュルティンゲンに住んだ。
- ヴィルヘルム・シッカート（1592年 - 1635年）世界で初めて機械式計算機を製作した。学業を修めた後、1614年からニュルティンゲンで福音主義の牧師を務めた。
- フリードリヒ・ヘルダーリン（1770年 - 1843年）詩人。青少年時代をニュルティンゲンで過ごし、ニュルティンゲン・ラテン語学校で学んだ。
- フリードリヒ・シェリング（1775年 - 1854年）哲学者。ニュルティンゲン・ラテン語学校で学んだ。
- エドゥアルト・メーリケ（1804年 - 1875年）詩人、牧師。ニュルティンゲン周辺のいくつかの町で牧師として勤務し、一時期この街に住んだ。
- グスタフ・フォン・リューメリン（ドイツ語版、英語版）（1815年 - 1889年）教育者、政治家。ニュルティンゲン・ラテン語学校の校長を務めた。
- ゲルハルト・マイヤー＝フォアフェルダー（ドイツ語版、英語版）（1933年 - 2015年）政治家、スポーツ庁長官。ニュルティンゲン郡の技官としてキャリアをスタートした。
- ペーター・ヘルトリング（ドイツ語版、英語版）（1933年 - 2017年）作家。青年時代をニュルティンゲンで過ごし、この地のギムナジウムで学んだ。
- ハラルト・シュミット（ドイツ語版、英語版）（1957年 - ）キャバレリスト、俳優、テレビタレント。青少年時代をニュルティンゲンで過ごし、ヘルダーリン＝ギムナジウムで学び、ニュルティンゲン＝フリックハウゼンのカトリック教会でオルガン奏者を務めた。
- グイド・ヴォルフ（ドイツ語版、英語版）（1961年 - ）政治家。バーデン＝ヴュルテンベルク州議会議長。1996年から2002年までニュルティンゲン市の市長を務めた。
- ニルス・シュミット（ドイツ語版、英語版）（1973年 - ）法律家、政治家。バーデン＝ヴュルテンベルク州財務・経済大臣、首相代理。ニュルティンゲンで育った。
- シュテファン・シューマッハー（1981年 - ）自転車競技選手。ニュルティンゲン在住。
- リカルダ・ラング（1994年 - ）政治家。ニュルティンゲンで育った。

## 関連図書
- August Friedrich Pauly, ed (1848). “Nürtingen”. Beschreibung des Oberamts Nürtingen. Die Württembergischen Oberamtsbeschreibungen 1824–1886. Band 25. Stuttgart / Tübingen: Cotta’sche Verlagsbuchhandlung. pp. 111–135
- Jakob Kocher (1924). Geschichte der Stadt Nürtingen. Band 1/2. Stuttgart: Greiner & Pfeiffer
- Jakob Kocher (1928). Geschichte der Stadt Nürtingen. Band 3. Stuttgart: Greiner & Pfeiffer
- Hans Schwenkel (1950). Kreisverband Nürtingen. Band 1. ed. Heimatbuch des Kreises Nürtingen. Würzburg: Triltsch
- Hans Schwenkel (1953). Kreisverband Nürtingen. Band 2. ed. Heimatbuch des Kreises Nürtingen. Würzburg: Triltsch
- Günter Schmitt (1993). Nürtinger Chronik in Daten und Bildern. Nürtingen: Verlag Senner-Druck. ISBN 978-3-922849-14-8
- Petra Garski-Hoffmann; André Kayser; Steffen Seischab; Reinhard Tietzen (2011). Reinhard Tietzen. ed. Nürtingen 1918–1950. Weimarer Republik. Nationalsozialismus. Nachkriegszeit. Nürtingen/Frickenhausen: Verlag Sindlinger-Burchartz. ISBN 978-3-928812-58-0
- Manuel Werner (1998). Stadtarchiv Nürtingen. ed. Juden in Nürtingen in der Zeit des Nationalsozialismus. Nürtingen/Frickenhausen: Verlag Sindlinger-Burchartz. ISBN 978-3-928812-18-4
- “Nürtingen”. Landkreis Esslingeneditor=Landesarchiv Baden-Württemberg, Landkreis Esslingen. Ostfildern: Jan Thorbecke Verlag. (2009). ISBN 978-3-7995-0842-1
- Nürtingen in Ansichten. Nürtingen: Senner-Medien. (2012). ISBN 978-3-922849-32-2